# インターブランド
インターブランド (Interbrand) は、1974年にロンドンで設立された世界最大のブランディングファーム。現在本社はニューヨーク。

## 概要
ブランド戦略策定、デザイン・ネーミング・メッセージ等クリエーションの制作、ブランド価値向上施策の立案・実行、ブランド管理組織・管理体系導入など、ブランド全般についての包括的支援をおこなっている。
ブランドを"Living business asset"（常に変化する事業資産）と定義し、世界27か国、約35のオフィスを拠点に、グローバルでブランドの価値を創り、高め続ける支援を行っている。
インターブランドの「Brand Valuation（ブランド価値評価）」は、ISOによって、世界で最初にブランドの金銭的価値測定における「世界標準」手法として認められている。
インターブランドは、グローバルブランドの価値を評価したブランドランキングである“Best Global Brands”や、日本ブランドの"Japan Best Global Brands/Japan Best Domestic Brands"などのランキングレポートを公表している。
インターブランドでは、コンサルタントとクリエイターが1つのチームとなり、プロジェクトを推進することに特徴がある。ブランド価値評価・ブランド戦略構築をリードするコンサルタント、ブランドロゴ・パッケージ・空間・デジタルデザインを開発するデザイナー、ネーミング・スローガンなどを開発するコピーライターが在籍し、ブランドの創造・管理に関する全ての流れを自社のリソースで完結する体制を擁する。
インターブランドジャパンは、ロンドン、ニューヨークに次ぐ、インターブランド第3の拠点として、1983年に東京で設立された。日系企業、外資系企業、政府・官公庁など様々な企業・団体に対し、トータルにブランディングサービスを提供している。